# Victòria (Malta)
Victòria (en anglès, Victoria) és la capital de l'illa de Gozo, a la República de Malta, coneguda localment com a Rabat, que era el seu nom fins que li fou canviat el 1887 en honor de la reina Victòria. Fou llavors quan fou elevada a categoria de ciutat i es va dir oficialment Città Victoria, o ciutat Victòria.

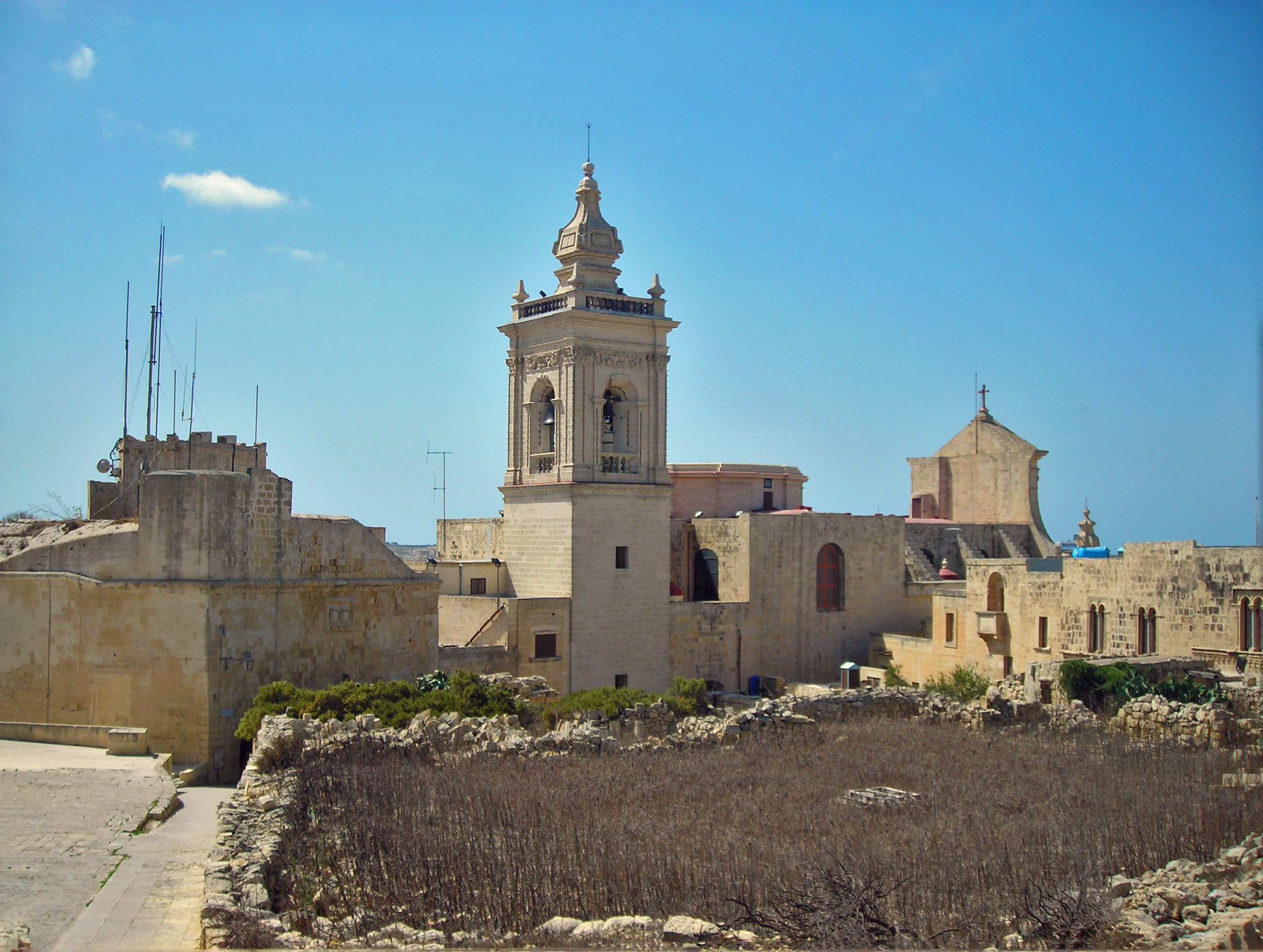
Exterior de la catedral de l'Assumpció

Està formada per l'antiga ciutadella i el seu suburbi de Rabat (Rabat vol dir, en antic maltès, 'suburbi'), que està documentat des del 1455.
El seu lema és A magna maxima. L'escut és d'atzur amb tres turons i les lletres VR (Victoria Regina) al damunt.
Des de la ciutadella es domina una esplèndida vista. A la ciutadella, hi ha també la catedral i la cort de justícia, el museu de la catedral, el museu de l'illa, el d'arqueologia, el museu del folklore, l'armeria, l'antiga presó i el museu de ciències naturals.
El centre de la ciutat és la plaça de la Independència (It-Tokk), amb l'edifici de l'antiga Banca Giuratale (de vers 1735), que fou l'antiga seu del govern municipal i ara ho és del consell local. Al seu costat hi ha un mercat. La basílica de Sant Jordi és al centre de la ciutat. El carrer principal n'és el Triq ir-Repubblika (carrer de la República), dedicat al comerç i als serveis essencials (policia, farmàcia, bisbat, clubs, teatres), i a la part baixa hi ha uns jardins públics construïts pels britànics el 1910.